# Mułowisko
Mułowisko – rodzaj mokradła niebędącego torfowiskiem, siedlisko w dużej mierze budowane przez muł. Mułowiska powstają na obszarach zalewowych, w miejscach okresowo zalewanych przez wody powodziowe, gdzie woda stagnuje przez większą część roku (w odróżnieniu od namulisk, które są zalane przez okres co najwyżej trzech miesięcy). Również po spłynięciu wody podsiąkanie z wód gruntowych położonych płytko (0,5 m) utrzymuje procesy biogeochemiczne umożliwiające akumulację mułu. Muł składa się z naniesionych przez wodę elementów mineralnych i materii organicznej. Materia organiczna rozkłada się szybko, nie tworząc torfu i zawiera bardzo mało nierozłożonych szczątków roślinnych (głównie włókien). Warstwa odłożonego mułu ma miąższość zwykle kilkudziesięciu centymetrów, a w starorzeczach do 2 m. Roślinność mułowisk tworzą szuwary turzycowe, także z udziałem traw. Dominujące gatunki to turzyca pęcherzykowata, turzyca zaostrzona, manna mielec i mozga trzcinowata. W warunkach użytkowania powstają tu łąki łęgowe o dużej żyzności. Jest to miejsce bytowania lub żerowania płazów i licznych gatunków ptaków, zwłaszcza siewkowatych. W razie zaniku zalewów (na skutek gospodarki przeciwpowodziowej) ulegają degradacji.